# Corno Grande
El Corno Grande es una montaña que forma parte del macizo del Gran Sasso, y es el pico más alto en los montes Apeninos y el más alto de la península itálica, con 2912 m m s. n. m.
Su circo septentrional conserva el glaciar más meridional de Europa, el glaciar Calderone (Ghiacciaio del Calderone).

## Descripción
De conformación geomorfológica similar a la de los picos alpinos dolomíticos, aunque está formada en gran parte por rocas calcáreas, se compone de cuatro picos o subpisos completamente incluidos en la provincia de Teramo:
- el pico occidental es el más alto, lo que lo convierte en el pico más alto de los Apeninos continentales (2912 m);
- el Torrione Cambi es el más bajo (2875 m);
- el pico central (2893 m);
- el pico oriental (2903 m).

La pared oriental del pico oriental (conocida localmente como "il Paretone"), visible en la foto a un lado, es áspera, rocosa y se asoma con una diferencia de altitud de aproximadamente 2000 metros en las suaves colinas de Teramo. En el lado norte, a una altitud entre 2650 y 2850 m, se extiende el glaciar Calderone, el glaciar más meridional de Europa. En la ladera sur, a unos 2650 m de altitud, se encuentra Bivacco Bafile, al pie de la ladera occidental en el área de Campo Pericoli, se encuentra el Refugio Garibaldi, mientras que entre Corno Grande y Corno Piccolo en el Vallone delle Cornacchie se encuentra el Rifugio Carlo Franchetti.
La vista desde la cima oscila a 360 ° sobre todos los otros picos del Gran Sasso de Italia, sobre la mayor parte del centro de Italia, el Mar Adriático y los otros grandes macizos y picos de los Apeninos (Terminillo, Monti Sibillini, Monti della Laga, Maiella , Velino-Sirente, Monti Marsicani).
El 22 de agosto de 2006, en el muro noreste (el paretone), debido a los procesos erosivos normales, se produjo un gran deslizamiento de tierra (se separaron de 20.000 a 30.000 m³ de roca del cuarto pilar), sin afectar la seguridad pública.

## Alpinismo
El primer ascenso documentado del Corno Grande tuvo lugar en 1573 por el capitán boloñés Francesco De Marchi junto con Francesco Di Domenico. Tal y como lo relata en su "Crónica", después de treinta años de espera, a los 69 años de edad, Francesco De Marchi hizo la primera subida de la cumbre.
La ruta usual de ascenso es a través de la cresta occidental, aunque existen otra serie de rutas incluyendo una que asciende por la cara Sur.

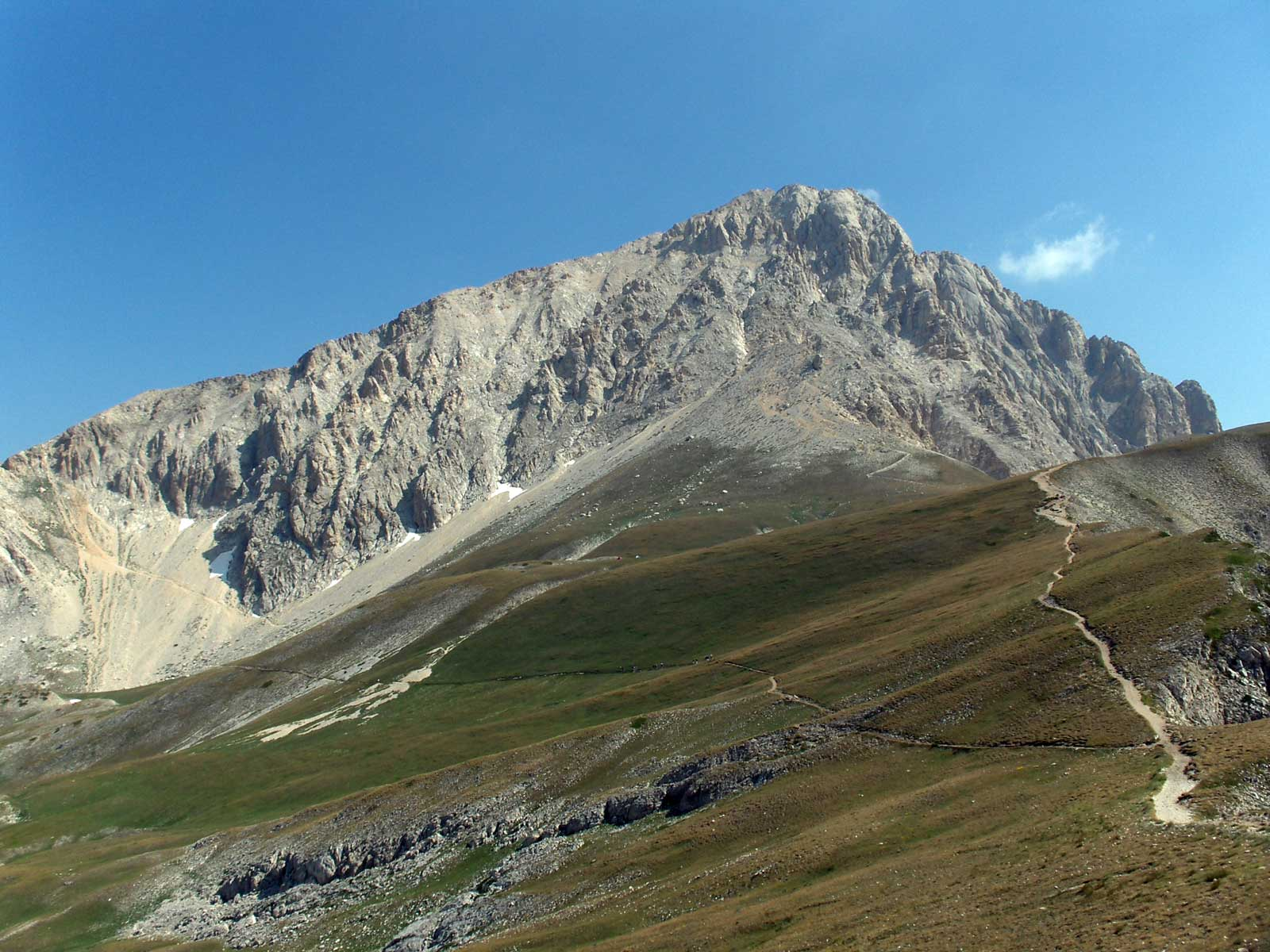
Corno Grande desde el Sur, mostrando la ruta normal que rodea la cara de la montaña a la izquierda y la ruta de ascenso más directa zigzaguea hacia la fachada.